# Español uruguayo

Dialectos del español uruguayo.

El español uruguayo o castellano uruguayo (es-UY) es una variante del castellano rioplatense hablada en Uruguay. Posee algunas diferencias con el resto de las variantes del rioplatense y es indistinguible para un hispanohablante que viva en otras zonas, siendo similar a la variante porteña (principalmente en Montevideo), aunque no es posible hablar de una similitud total. Algo similar ocurre con las variantes porteña-metropolitana, la bonaerense interior y la patagónica.

## Rasgos de la variante

### Léxico incorporado e influencias
- Influencia del italiano y otras lenguas romances de Italia, ya sea por la presencia numerosa de comunidades italianas (Montevideo y Paysandú) o por la influencia de la cercana Argentina donde es muy fuerte la presencia de italianos (tanos) sobre todo en la capital (dialecto porteño y lunfardo). Numerosas son las palabras italianas (nona, fainá, festichola, etc.) o de derivación italiana, es decir italianismos (por ejemplo pibe del zeneize o genovés pivetto).

- Influencia leve del portugués brasileño, como la tonada de Rocha. Llegando incluso al bilingüismo o la fusión de las dos lenguas conocida como portuñol en Rivera y Artigas, similar a lo que sucede en zonas de la frontera argentino-brasilera.

- Influencia indígena leve: En los últimos años de la colonia existían aún en el Uruguay las lenguas de diferentes pueblos indígenas como los charrúas, los minuanes, los chanás, los bohanes, los guenoas y los guaraníes. Sin embargo, estas lenguas desaparecieron casi sin dejar rastros, a excepción de algunos topónimos que se conservan y en el nombre de muchas especies de la flora y fauna autóctonas. Algunas palabras de origen indígena de uso común provienen del guaraní, como ananá del guaraní naná, o son préstamos que los guaraníes hicieron originalmente del quechua, por ejemplo: mate, del quechua mati, calabacita[4]o morocho del quechua muruch'u.[5][6]

- Influencia de lenguas africanas: las personas esclavizadas provenían de diferentes regiones y hablaban diferentes lenguas. Aunque algunas etimologías se han perdido, quedan palabras del kimbundu como cachimba, kišima, hoyo[7] o milonga de mi (prefijo plural) y longa palabra.[8]

- Influencia leve francesa: Debido a las inmigraciones francesas del siglo XIX, se observan algunos galicismos fuertemente arraigados en el habla (liceo, bulevar, chofer) que no son tan comunes en otros países de la región.

### Voseo atípico
En Montevideo, toda zona sur y aledañas a la capital uruguaya se utiliza la variación uruguaya rioplatense, cambian algunas palabras, el pronombre "tú" y "contigo" reemplazan al pronombre "vos" y "con vos", se conservan las conjugaciones verbales, por ejemplo: "tú tenés", en lugar de "tú tienes" o "vos tenés".

### Tuteo
En la región fronteriza con Brasil del departamento de Rocha y en partes de los departamentos de Maldonado y de Lavalleja se prescinde del voseo en favor del tuteo, particularidad que se debe supuestamente al origen castellano de su población originaria. Otra teoría afirma que se debe a la influencia de una variante del portugués de Brasil practicada en Río Grande del Sur. Esta variedad es arcaica y utiliza el tuteo (y prescinde del ustedeo que es la regla en el portugués brasileño moderno), por lo que se podría deducir la existencia de esta variante a la influencia fronteriza con Brasil.

### Entonación menos rítmica
Una de las diferencias más notorias del castellano uruguayo con el castellano porteño (propio de la Ciudad Autónoma de Buenos Aires y su área metropolitana) es la ausencia de un patrón de entonación fuertemente rítmico ocasionado por la frecuente elisión de vocales en los diptongos.

### Expresiones y términos comunes
El español hablado en Uruguay presenta un léxico particular con palabras y expresiones propias que lo diferencian de otras variantes del español. Muchas de estas palabras provienen del lunfardo, del portugués, del italiano y de lenguas indígenas como el guaraní. Aunque algunas expresiones son compartidas con el español rioplatense en Argentina, otras son exclusivas de Uruguay o tienen un uso y significado diferente. El “Bo” y el “Ta” son las expresiones más características de los uruguayos.
A continuación, se presentan algunas de las palabras y expresiones más características del español uruguayo:
- Bo (Interjección usada para llamar la atención o dirigirse a alguien. Ejemplo: “Vení, bo!”,“Bo, que te pasa?”
- Vamo arriba (Expresión de ánimo, motivación o entusiasmo. También es una forma de inspirar confianza o impulsar a alguien a continuar con algo)

- Ta (Se usa para afirmar o concluir una idea, similar a “ok” en inglés. Ejemplo: “Ta, entendí”, “Nos vemos después, ta?” Esta expresión tiene una amplia cantidad de significados que varían según el contexto)
- Gurí/gurisa (Niño/niña)
- Che Se utiliza igual que Bo generalmente se le atribuye a Argentina, pero es una expresión utilizada en Argentina, Brasil, Paraguay y Uruguay desde antes de la independencia de estos países
- Bizcocho (pieza de panadería, el equivalente a “facturas” en el español argentino)
- Chivito (Plato tradicional uruguayo)
- Salado (Algo que estuvo o es difícil o cuando estás de acuerdo con alguien en una oración negativa. Ejemplo: “Ese examen estuvo salado”, “El partido de mañana está muy difícil” “Salado”)
- Que rica (Para felicitar a alguien informalmente, o para alegrarse por algo sarcásticamente. Ejemplo: “Metí 3 goles hoy” “Que rica!”, “Sin querer rompí un vaso” “Que rica”)
- Bien de bien (Para responder algo positivamente, que algo está en una muy buena condición. Se usa para reforzar el “Bien”. Es una expresión muy uruguaya. Ejemplo: “Cómo estás?” “Bien de bien”, “Como te fué hoy?” “Bien de bien”)
- Ahiva (Para expresar conformidad o acuerdo. Ejemplo: “Nos vemos a las 8 entonces?” “Ahiva, perfecto. Nos vemos”)
- Está demás (Algo que es o está muy bueno. Ejemplo: “Esos zapatos están demás”, “Esta pelota está demás”)
- Está de menos (Algo que es o esta mal o malo. Ejemplo: “El partido estuvo de menos”, “Este alfajor está de menos”)
- Merece (Sinónimo de “gracias” utilizado en el interior del país)
- Dale gas (Apurar, darle con ganas o frustración, resignación o fastidio. Ejemplo: “El precio del boleto aumentó otra vez” “Dale gas!, siempre lo mismo”, “Me olvidé la billetera en casa” “Dale gas, ahora tenemos que volver”)
- Botija (Niño o joven, muy similar a “gurí”)
- Ñery o ñeri (Para referirse a un amigo o conocido en la jerga barrial. También puede hacer referencia a una persona de aspecto “turro” o de clase baja)
- Firme (Para expresar acuerdo. Ejemplo: “Esa remera está muy buena” “Firme”)
- Mano (Para referirse informalmente a un amigo, conocido o compañero)
- Tas loco (Para demostrar asombro o sorpresa, enfatizar algo, demostrar admiración o desacuerdo. Ejemplo: “Ese jugador es buenísimo” “Tas loco, es un crack”, “Te pensas que voy a hacer eso? tas loco”)
- Chiquilines o Chiquilín (Refiere a niños o jóvenes, similar a “botijas” y “gurises”)
- Bichicome (Forma despectiva para referirse a una persona indigente sin hogar)
- Championes (Refiere a zapatillas deportivas o tenis)
- Atomizar (Refiere a que estás molestando o eres molesto, muy similar a “gede” en argentino)
- Comer oreja (Cuando alguien habla demasiado de manera persistente o molesta, a veces sin parar)
- Cazar antena (Utilizado en la jerga barrial, muy similar a “rescatáte” en argentino)
- Pirar (Cuando alguien está diciendo algo raro o sin sentido, similar a “flashear” en argentino)
- Nabo (Para referirse de manera burlona o despectiva a una persona que hizo una tontería o actuó de manera poco inteligente. Es muy común usarla en un tono amistoso con poca agresividad entre amistades)
- Plancha (Aparte de la plancha de la ropa, también es un sinónimo de ñeri)
- Pancho, banana, zapallo (Formas menos agresivas de insultar a alguien de manera burlona o despectiva)
- Pichi (Forma despectiva de referirse a un vagabundo o alguien pobre o extremadamente pobre. También puede referir a delincuente o malhechor)
- A las órdenes (Expresión informal y amistosa para demostrar cortesía para ayudar o atender a alguien. Es una forma de decir que uno está “disponible” o “listo para lo que necesite”)
- Palillo (Pinza de madera o plástico para colgar ropa, equivalente a “broche” en argentino)
- Water (Pronunciado “uater”, refiere al inodoro)
- Pica pica (Luz intermitente de un vehículo)
- Bizcochuelo (Tipo de torta esponjosa, que se utiliza como base para hacer tortas rellenas o cubiertas)
- Junar (Sinónimo de conocer. Ejemplo: “No te juna nadie”)
- Sacás? (Significa “Entendiste?”)
- Guiso (Plato tradicional compuesto generalmente de carne, arroz, vegetales y lentejas)
- Media pila (Se utiliza para pedir a alguien que se esfuerce más en lo que está haciendo o que tenga más cuidado)
- Espuma plast (Refiere al poliestereno expandido, equivalente a “telgopor” en argentino)
- Caravana (Refiere al aro o arete de la oreja)
- Bondi (Sinónimo informal de ómnibus o bus)
- Estoy pelado o toy pelado (Expresión informal para responder cuando alguien pregunta si tiene dinero encima)